# Tegel (pendeltågsstation)
Tegel är en järnvägsstation i stadsdelen Tegel i Berlin, som trafikeras av S-bahn (pendeltåg). Stationen öppnade 1893 men stängdes 1984. 1995 öppnades stationen igen efter en renovering och ligger 400 meter från tunnelbanestationen Alt-Tegel.